# Catocala eldoradensis
Catocala eldoradensis är en fjärilsart som beskrevs av William Beutenmüller 1907. Catocala eldoradensis ingår i släktet Catocala och familjen nattflyn. Inga underarter finns listade i Catalogue of Life.